# Neurocordulia michaeli
Neurocordulia michaeli är en trollsländeart som beskrevs av Brunelle 2000. Neurocordulia michaeli ingår i släktet Neurocordulia och familjen skimmertrollsländor. IUCN kategoriserar arten globalt som otillräckligt studerad. Inga underarter finns listade i Catalogue of Life.